# Magma (Zucker)
Magma ist eine Mischung aus Kristallzucker und Dicksaft, die als Zwischenprodukt während der Zuckerproduktion entsteht. Bei Abkühlung und Trocknung entsteht aus der dickflüssigen Masse das Massecuite, aus dem der Zucker kristallisiert.